# Cardiocorax
Cardiocorax is een geslacht van uitgestorven mariene reptielen, behorend tot de orde Plesiosauria. Het dier leefde tijdens het Krijt in de kustzeeën van westelijk Afrika. Er is één soort beschreven, Cardiocorax mukulu.

## Naamgeving
In 2015 werd de typesoort Cardiocorax mukulu benoemd en beschreven door Ricardo Araújo, Michael J. Polcyn, Anne S. Schulp, Octávio Mateus, Louis L. Jacobs, A. Olímpio Gonçalves en M.-L. Morais. De geslachtsnaam is een combinatie van het Grieks καρδία, "hart", en het Latijn corax, "raaf". Het is een verwijzing naar de hartvormige opening tussen de ravenbeksbeenderen. De soortaanduiding betekent "voorouder" in een plaatselijk Bantoedialect.

## Fossiele vondsten
Het International Projecto PaleoAngola voert sinds 2005, na een lange onderbreking ten gevolge van de burgeroorlog, weer paleontologische opgravingen in dat land uit. Aan de kust van Angola werden boven de Bench 19 bij Bentiaba in 2007 en 2010 veel resten gevonden van mariene gewervelden waaronder plesiosauriërs. Die werden in 2011 en 2012 gedeeltelijk gemeld in de wetenschappelijke literatuur. Daarna werden nog meer vondsten gedaan.
Fossielen van Cardiocorax zijn gevonden in de Mocuio-formatie in zuidelijk Angola. De vondsten dateren uit het vroege Maastrichtien met een ouderdom van circa 71,5 miljoen jaar.
Het holotype is MGUAN PA103, een skelet zonder schedel. Het omvat halswervels, ruggenwervels, ribben, een voorvin, de schoudergordel en een bekken. Toegewezen werd specimen  MGAUNPA270, een bekken en een achtervin op zeven meter afstand van het holotype gevonden.
In 2017 vond Mateus specimen MGUAN PA278. Dit omvat een schedel, twaalf losse tanden, negentien halswervels, twee ribben, een dijbeen, twee enkelbeenderen, een middenvoetsbeen en tweeëndertig kootjes. Het werd in 2021 beschreven. In 2020 wijdde Miguel Marx zijn master thesis aan Cardiocorax. De schedel is de meest volledige die van Afrikaanse plesiosauriërs zuidelijk van de Sahara gevonden is.

## Uiterlijke kenmerken
Cardiocorax was ongeveer 4.5 meter lang. De brede schedel en het grote aantal tanden in de bovenkaak zijn karakteristiek voor de Aristonectidae. Het dier mist de verlengde nekwervels van de Elasmosauridae met hun extreem lange nekken.
In 2021 werd één autapomorfie vastgesteld, unieke afgeleide eigenschap, ten opzichte van de Elasmosauridae als geheel. De onderzijde van de sleutelbeenderen is bijna even groot als de onderzijde van de schouderbladen. Beide structuren bestaan uit platte platen.
In 2021 werd een verbeterde lijst gegeven van een unieke combinatie van op zich niet unieke kenmerken. De opgaande tak van het bovenkaaksbeen vormt het grootste deel van de voorrand van de oogkas. Er staan vijf tanden in de praemaxilla, zeventien in het bovenkaaksbeen en minstens twintig in het dentarium. Het wandbeen strekt zich naar achteren uit tot de postorbitale beenbalk. De pterygoïden raken elkaar niet op de middenlijn onder het basioccipitale. Bij de middelste en achterste halswervels zijn de doornuitsteeksels in de horizontale lengterichting even breed als de wervellichamen en tonen een golvende voorrand. De sleutelbeenderen raken elkaar over de volle middenlijn. De ravenbeksbeenderen groeien uit in zijdelings uitstekende hoorns die tot aan het schoudergewricht reiken en samengroeien in een symfyse achter hun tussenliggende venster, de fenestra intercoracoidea. In het bekken bevindt zich een verbindende beenbalk. Het schaambeen is langwerpig in die zin dat de horizontale lengte minstens 30% hoger ligt dan de breedte overdwars.
Er staan vijf tanden in de praemaxilla en zeventien in het bovenkaaksbeen.

## Fylogenie
Cardiocorax is in de Elasmosauridae geplaatst.
Het volgende cladogram toont de positie in de evolutionaire stamboom.
|  | Callawayasaurus colombiensis |
|  |                              |
|  | Eromangasaurus australis     |
|  |                              |

|  | Cardiocorax mukulu |
|  |                    |
|  | Styxosaurus snowii |
|  |                    |

|  | Hydrotherosaurus alexandrae                                                   |
|  |                                                                               |
|  | \| \| Elasmosaurus platyurus \| \| \| \| \| \| Libonectes morgani \| \| \| \| |
|  |                                                                               |
|  | Elasmosaurus platyurus                                                        |
|  |                                                                               |
|  | Libonectes morgani                                                            |
|  |                                                                               |

|  | Elasmosaurus platyurus |
|  |                        |
|  | Libonectes morgani     |
|  |                        |

|  | Cardiocorax mukulu |
|  |                    |
|  | Styxosaurus snowii |
|  |                    |

|  | Hydrotherosaurus alexandrae                                                   |
|  |                                                                               |
|  | \| \| Elasmosaurus platyurus \| \| \| \| \| \| Libonectes morgani \| \| \| \| |
|  |                                                                               |
|  | Elasmosaurus platyurus                                                        |
|  |                                                                               |
|  | Libonectes morgani                                                            |
|  |                                                                               |

|  | Elasmosaurus platyurus |
|  |                        |
|  | Libonectes morgani     |
|  |                        |

|  | Callawayasaurus colombiensis |
|  |                              |
|  | Eromangasaurus australis     |
|  |                              |

|  | Cardiocorax mukulu |
|  |                    |
|  | Styxosaurus snowii |
|  |                    |

|  | Hydrotherosaurus alexandrae                                                   |
|  |                                                                               |
|  | \| \| Elasmosaurus platyurus \| \| \| \| \| \| Libonectes morgani \| \| \| \| |
|  |                                                                               |
|  | Elasmosaurus platyurus                                                        |
|  |                                                                               |
|  | Libonectes morgani                                                            |
|  |                                                                               |

|  | Elasmosaurus platyurus |
|  |                        |
|  | Libonectes morgani     |
|  |                        |

|  | Cardiocorax mukulu |
|  |                    |
|  | Styxosaurus snowii |
|  |                    |

|  | Hydrotherosaurus alexandrae                                                   |
|  |                                                                               |
|  | \| \| Elasmosaurus platyurus \| \| \| \| \| \| Libonectes morgani \| \| \| \| |
|  |                                                                               |
|  | Elasmosaurus platyurus                                                        |
|  |                                                                               |
|  | Libonectes morgani                                                            |
|  |                                                                               |

|  | Elasmosaurus platyurus |
|  |                        |
|  | Libonectes morgani     |
|  |                        |

|  | Callawayasaurus colombiensis |
|  |                              |
|  | Eromangasaurus australis     |
|  |                              |

|  | Cardiocorax mukulu |
|  |                    |
|  | Styxosaurus snowii |
|  |                    |

|  | Hydrotherosaurus alexandrae                                                   |
|  |                                                                               |
|  | \| \| Elasmosaurus platyurus \| \| \| \| \| \| Libonectes morgani \| \| \| \| |
|  |                                                                               |
|  | Elasmosaurus platyurus                                                        |
|  |                                                                               |
|  | Libonectes morgani                                                            |
|  |                                                                               |

|  | Elasmosaurus platyurus |
|  |                        |
|  | Libonectes morgani     |
|  |                        |

|  | Cardiocorax mukulu |
|  |                    |
|  | Styxosaurus snowii |
|  |                    |

|  | Hydrotherosaurus alexandrae                                                   |
|  |                                                                               |
|  | \| \| Elasmosaurus platyurus \| \| \| \| \| \| Libonectes morgani \| \| \| \| |
|  |                                                                               |
|  | Elasmosaurus platyurus                                                        |
|  |                                                                               |
|  | Libonectes morgani                                                            |
|  |                                                                               |

|  | Elasmosaurus platyurus |
|  |                        |
|  | Libonectes morgani     |
|  |                        |

|  | Callawayasaurus colombiensis |
|  |                              |
|  | Eromangasaurus australis     |
|  |                              |

|  | Cardiocorax mukulu |
|  |                    |
|  | Styxosaurus snowii |
|  |                    |

|  | Hydrotherosaurus alexandrae                                                   |
|  |                                                                               |
|  | \| \| Elasmosaurus platyurus \| \| \| \| \| \| Libonectes morgani \| \| \| \| |
|  |                                                                               |
|  | Elasmosaurus platyurus                                                        |
|  |                                                                               |
|  | Libonectes morgani                                                            |
|  |                                                                               |

|  | Elasmosaurus platyurus |
|  |                        |
|  | Libonectes morgani     |
|  |                        |

|  | Cardiocorax mukulu |
|  |                    |
|  | Styxosaurus snowii |
|  |                    |

|  | Hydrotherosaurus alexandrae                                                   |
|  |                                                                               |
|  | \| \| Elasmosaurus platyurus \| \| \| \| \| \| Libonectes morgani \| \| \| \| |
|  |                                                                               |
|  | Elasmosaurus platyurus                                                        |
|  |                                                                               |
|  | Libonectes morgani                                                            |
|  |                                                                               |

|  | Elasmosaurus platyurus |
|  |                        |
|  | Libonectes morgani     |
|  |                        |

## Levenswijze
Volgens de beschrijvers wees de speciale vorm van de schoudergordel op een andere vorm van voortbeweging. De meeste plesiosauriërs bewogen hun voorste vinnen op en neer waarbij de punt een 8 beschreef. Bij Cardiocorax zou de voortstuwende slag meer horizontaal zijn geweest waarbij de vin om zijn as roteerde om als een roeispaan naar achteren getrokken te worden. Dat zou een grondige reorganisatie van het spierstelsel vergen dat dan het meest afweek van de adductie en abductie van landbewonende gewervelden. Een bezwaar tegen deze interpretatie is dat een roeiende beweging een enorme turbulentie zou opwekken. Het is een weinig efficiënte slag voor het handhaven van een constante snelheid, maar kan nuttig geweest zijn voor een plotse voorwaartse uitval.